# Século V a.C.
Milénios: segundo milénio a.C. - primeiro milénio a.C. - primeiro milénio d.C.
Séculos: Século VI a.C. - Século V a.C. - Século IV a.C.
Este século viu o estabelecimento de Pataliputra como capital do Reino de Mágada. Esta cidade mais tarde se tornaria a capital governante de diferentes reinos indianos por cerca de mil anos. Este período viu o surgimento de duas grandes escolas filosóficas do oriente, o Jainismo e o Budismo. Este período viu Mahavira e Buda espalhando seus respectivos ensinamentos nas planícies do norte da Índia. Isso mudou essencialmente a dinâmica sociocultural e política da região do Sul da Ásia. O budismo mais tarde se tornaria uma das principais religiões do mundo.
Este período também viu o trabalho de Yaska, que criou o Nirukta, que lançaria a pedra fundamental para a gramática sânscrita e é uma das mais antigas obras de gramática conhecidas pela humanidade.
Este século também é tradicionalmente reconhecido como o início do período clássico dos gregos. A vida de Sócrates representou um marco importante na filosofia grega, embora seus ensinamentos só sobrevivam por meio do trabalho de seus alunos, principalmente Platão e Xenofonte. Os trágicos Ésquilo, Sófocles e Eurípides, assim como o comediante Aristófanes, todos datam dessa época e muitas de suas obras ainda são consideradas clássicos do cânone teatral ocidental.
As Guerras Médicas, travadas entre uma coalizão de cidades gregas e o vasto Império Aquemênida da Dinastia Aquemênida, foram um momento crucial na política grega. Depois de ter impedido com sucesso a anexação da Grécia pelos persas, Esparta, a potência dominante na coalizão, não tinha intenção de novas ações ofensivas e considerou o fim da guerra. Enquanto isso, Atenas contra-atacou, libertando súditos gregos do Império Aquemênida ao longo da costa jônica e mobilizando uma nova coalizão, a Liga de Delos. As tensões entre Atenas e suas crescentes ambições imperialistas como líder da Liga de Delos e a tradicionalmente dominante Esparta levaram a um prolongado impasse na guerra do Peloponeso.

## Eventos

### Clima Mundial
- Resfriamento subatlântico entre 500 a.C. e 100 a.C. Avanço das geleiras na Groenlândia, Alpes, Suécia, Islândia, Nova Zelândia e Patagônia entre 500 e 300 a.C.[1]

### África
- Os povos da cultura de Noque, centrados no planalto de Jos, na Nigéria, praticam a metalurgia do ferro explorando o minério de ferro laterítico, muito abundante na região.[2] Em 1943, mineiros de estanho descobriram em Noque estatuetas de terracota de grande beleza e inegável unidade de estilo, a maioria das quais representando cabeças ou personagens. Ao lado deles estão vestígios da indústria do ferro que datam de cerca de 500 a.C. Pouco depois, foram desenterrados cerca de dez altos-fornos que serviam para fundir minérios (Taruga, 440 a 280 a.C.).[3] No entanto, o uso de ferro permanece bastante limitado e o povo de Noque ainda usa machados de pedra polida. A hipótese segundo a qual o povo de Noque teria descoberto sem ajuda externa a forma de processar o minério de ferro é provável, mas a influência de Meroé não pode ser totalmente descartada, a partir dos contatos existentes entre as duas civilizações [4]

- Por volta de 450 a.C.: Meroé, capital do Reino de Cuxe, torna-se um importante centro de trabalho de ferro (um pedaço de carvão e restos de cerâmica encontrados na base de um grande monte de escória de ferro é datado de 514 ± 73 a.C.[5]

### Oriente Médio
- Graças às liberdades que reinam no Império Persa, a Judéia e a Samaria tornam-se mais florescentes. Os judeus restauram Jerusalém (reconstruída a partir de 445 a.C) e seu Templo (reconstruído a partir de 516 a.C). O sumo sacerdote de Jerusalém é nomeado administrador da província persa da Judéia, o que a torna uma teocracia.[6]
  - Deuteronômio revisado com expansões para os capítulos 19–25 e adição dos capítulos 27 e 31–34 para servir como uma conclusão da Torá.[7]
  - 450–350 a.C.: É escrita a Torá (livros de Gênesis/Êxodo/Levítico/Números+Deuteronômio revisado).
  - É escrito o Livro de Zacarias [8] e o Livro de Malaquias.[9]
  - Segundo alguns estudiosos, que defendem uma origem no período persa, Eclesiastes foi escrito neste século.
  - É escrito o Livro de Jonas.[10][11][12][13][14][15][16][17][18]
  - É completado o Livro de Salmos (a antologia final – salmos individuais abrangem muitos séculos).[19]
- Os persas dominam o Egito.[20]

### Extremo Oriente
- 475 a.C-221 a.C.: Período dos Reinos Combatentes na China [21]. No início do século, a autoridade dos reis da dinastia Chou vinha enfraquecendo constantemente desde 771 a.C. só existindo na pratica em torno da capital Luoyang. Fora desse pequeno território, a realeza não passava de um símbolo. Ao final do período das Primaveras e Outonos, surgiram sete reinos, que lutaram por 280 anos (403 a 221), até a vitória final de Qin e a unificação da China em 221 a.C. Do século V ao III a.C. a paisagem e as condições naturais da China passaram por uma transformação rápida e completa: enormes áreas de floresta foram desmatadas, drenadas, cultivadas e muitas vezes irrigadas. As terras cultivadas chegam a tocar nas fronteiras dos reinos. A população da China até a bacia do rio Yangtze está crescendo rapidamente, apesar das guerras mortais. As cidades alargam as suas muralhas, povoam-se e cercam-se de um segundo recinto de baluartes. Muralhas defensivas (Changcheng) são construídas nos estados de Chu e Qi (Grande Muralha de Qi), bem como represas, diques e canais para irrigar e conter enchentes. Os ferreiros chineses utilizam o processo de fundição do ferro em larga escala para produzir grandes quantidades de armas e ferramentas, o que aumentará muito a produtividade das terras agrícolas e permitirá o desenvolvimento de cidades e vilas.[22] A utilização da cunhagem inicia-se, inicialmente, com a utilização de espadas, facas em miniatura e pás de bronze com inscrição que indica a sua origem.[23] O período é considerado o da primeira idade de ouro da filosofia chinesa, a das “Cem escolas de pensamento” cujas principais correntes são o confucionismo, o legalismo, o moísmo, o cosmologismo Yin-Yang.[24]

### Europa
- 525 a.C.-425 a.C.: Apogeu da civilização celta. Os enterros incluem carruagens e armas, mas são menos ricos do que os do período Hallstatt. Os príncipes são enterrados de acordo com o rito dos antigos celtas. Torques, pulseiras, fíbulas em ouro, elementos de cintos, carruagens em bronze ou ferro, abundam ali. O geógrafo grego Hecateu de Mileto (548/475 a.C.) menciona os celtas pela primeira vez no século VI a.C.; a primeira menção certa é feita por Heródoto (V. 480/425 a.C).[25]

- Choques entre expansionismo grego e persa desencadearam as Guerras Greco-Pérsicas.

- 492 a.C. Primeira Guerra Médica.

- 490 a.C. Batalha de Maratona.

- 480 a.C. Segunda Guerra Médica.

- 448 a.C. Tratado de Susa ou Paz de Kalias põem fim às Guerras Médicas.
- Guerra do Peloponeso.

- 480 a.C.-404 a.C.: século de Péricles.[26] Péricles foi eleito estratego da cidade de Atenas 15 vezes de 443 até sua morte em 429 a.C., que conhece o seu apogeu económico, intelectual, artístico e militar. Após as Guerras Médicas, Atenas criou a Liga de Delos com seus aliados. Mas, após a longa Guerra do Peloponeso, perdeu definitivamente seu poderio militar. No auge de sua demografia, a cidade abrigava cerca de 400 000 pessoas, incluindo 300 000 escravos e 50 000 metecos (incluindo mulheres e crianças).

- 475 a.C.-300 a.C.: Período clássico etrusco [27] Nas necrópoles, os túmulos estão agora alinhados ao longo das estradas e os grandes círculos funerários (tumuli) são gradualmente substituídos por túmulos menores de dado (em “cubo”) (Caeré, Orvieto). As cidades são organizadas em um plano de grade no modelo grego (Misano). Estas mudanças podem ser interpretadas como indícios de uma evolução das hierarquias sociais e urbanas num contexto de crise, que conduz a uma sociedade mais democrática.[28] Depois de 450 a.C., o comércio das cidades da Etrúria com a Ática está em declínio, mas o das cidades da planície do Pó, Bolonha ou Spina, prospera.

### América
- 500 a.C.-400 a.C.: destruição ritual da cidade olmeca de La Venta. Os epiolmecas sucedem os olmecas em Tres Zapotes.[29]
- 500 a.C.-200 a.C.: primeira fase da civilização zapoteca. Estabelecidos no atual estado de Oaxaca, os zapotecas construirão mais de duzentos centros urbanos. Templo dos Danzantes (dançarinos) no Monte Albán, um vasto monte de topo plano ladeado por mais de 150 lajes mostrando homens nus em posturas estranhas, como se estivessem dançando ou nadando.[30]

## Personagens Importantes
- Alcâmenes, escultor grego
- Améstris, rainha consorte da Pérsia
- Anaxágoras, Leucipo, Demócrito, filosófos gregos, criadores do atomismo
- Aristófanes, poeta cômico grego
- Artemísia I de Cária, rainha de Halicarnasso, Cós, Nísiros e Calynda e Almirante de toda a frota persa.
- Aspásia, cortesã culta, companheira de Péricles que adquiriu grande influência na política ateniense de seu tempo.
- Baquílides, poeta grego
- Calímaco, escultor grego
- Cálamis, escultor grego
- Címon, militar grego
- Corina, poetisa lírica grega
- Crátinos de Atenas, poeta grego
- Crates, poeta cômico grego
- Ctésias de Cnido, médico e historiador grego
- Dario I, rei da Pérsia
- Esdras, escriba judeu
- Fídias, escultor grego
- Heródoto, historiador grego.
- Hipaso de Metaponto, matemático discípulo de Pitágoras que teria descoberto as quantidades incomensuráveis (número irracional) procurando a raiz quadrada de dois.
- Hipócrates (460 – 370 aC), tradicionalmente considerado o “pai da medicina”.
- Leônidas I, rei de Esparta
- Malaquias e Zacarias, profetas judeus
- Meton, astrônomo grego
- Neemias, governador judeu da província persa da Judeia.
- Parmênides, filosófo grego
- Péricles, político grego
- Policleto, escultor grego
- Polignoto, pintor grego
- Sidarta Gautama, o Buda
- Sócrates, filosofo grego
- Sófocles, Eurípides e Ésquilo, dramaturgos gregos
- Milcíades, militar grego
- Temístocles, político e general ateniense
- Tucídides, historiador grego
- Xerxes I, rei da Pérsia
- Zêuxis, pintor grego

## Décadas
Década de 490 a.C. | Década de 480 a.C. | Década de 470 a.C. | Década de 460 a.C. | Década de 450 a.C. | Década de 440 a.C. | Década de 430 a.C. | Década de 420 a.C. | Década de 410 a.C. | Década de 400 a.C.

## Anos
500 a.C. | 499 a.C.
| 498 a.C. | 497 a.C. | 496 a.C. | 495 a.C. | 494 a.C. | 493 a.C. | 492 a.C. | 491 a.C.
490 a.C. | 489 a.C. | 488 a.C. | 487 a.C. | 486 a.C. | 485 a.C. | 484 a.C. | 483 a.C. | 482 a.C. | 481 a.C.
480 a.C. | 479 a.C. | 478 a.C. | 477 a.C. | 476 a.C. | 475 a.C. | 474 a.C. | 473 a.C. | 472 a.C. | 471 a.C.
470 a.C. | 469 a.C. | 468 a.C. | 467 a.C. | 466 a.C. | 465 a.C. | 464 a.C. | 463 a.C. | 462 a.C. | 461 a.C.
460 a.C. | 459 a.C. | 458 a.C. | 457 a.C. | 456 a.C. | 455 a.C. | 454 a.C. | 453 a.C. | 452 a.C. | 451 a.C.
450 a.C. | 449 a.C. | 448 a.C. | 447 a.C. | 446 a.C. | 445 a.C. | 444 a.C. | 443 a.C. | 442 a.C. | 441 a.C.
440 a.C. | 439 a.C. | 438 a.C. | 437 a.C. | 436 a.C. | 435 a.C. | 434 a.C. | 433 a.C. | 432 a.C. | 431 a.C.
430 a.C. | 429 a.C. | 428 a.C. | 427 a.C. | 426 a.C. | 425 a.C. | 424 a.C. | 423 a.C. | 422 a.C. | 421 a.C.
420 a.C. | 419 a.C. | 418 a.C. | 417 a.C. | 416 a.C. | 415 a.C. | 414 a.C. | 413 a.C. | 412 a.C. | 411 a.C.
410 a.C. | 409 a.C. | 408 a.C. | 407 a.C. | 406 a.C. | 405 a.C. | 404 a.C. | 403 a.C. | 402 a.C. | 401 a.C.